# أندرس هيلسبرغ
أندرس هيلسبرغ (بالدنماركية: Anders Hejlsberg) (من مواليد ديسمبر 1960 في كوبنهاغن) هو مبرمج دنماركي وأحد أهم المبرمجين في دوس - ويندوز. يعمل منذ عام 1996 لشركة البرمجيات وتقنيات الحاسوب الأمريكية مايكروسوفت.
قام أندرس بين عامي 1980 و1982 بتطوير لغة البرمجة باسكال، وبدمج محرر النصوص، ومصرف في برنامج واحد. في عام 1983 تم منح الترخيص من طرف شركة بورلاند باسم توربو باسكال. صُنف نظام التطوير هذا إلى جانب سي وبيسيك كواحد من بين ثلاثة أهم لغات البرمجة التطبيقية.